# براهی‌پور
براهی‌پور (به لاتین: Barahipur) یک منطقهٔ مسکونی در بنگلادش است که در ناحیه بهولا واقع شده‌است.